# June-hyuk Ahn
June-hyuk Ahn (Namyangju, Gyeonggi, Corea del Sur, 30 de julio de 1999) es un futbolista surcoreano que juega como centrocampista en el C.D. Teruel de la Primera Federación de España.

## Trayectoria
Nacido en Namyangju, Gyeonggi, es un centrocampista formado en las categorías inferiores de Seoul Daedong Elementary School y Boin Middle School de su país natal. En verano de 2012, con apenas 13 años ingresó en la cantera del Villarreal Club de Fútbol para jugar en categoría infantil. Tras ir quemando etapas en el conjunto castellonense, en las temporadas 2016-17 y 2017-18, formaría parte de los juveniles del C. D. Roda y Villarreal Club de Fútbol.
En la temporada 2018-19, forma parte de la plantilla del Villarreal C. F. "C" de la Tercera División de España.
En la temporada 2019-20, debutaría con el Villarreal C. F. "B" de la Segunda División B de España, con el que juega 12 encuentros en los que anota un gol.
En la temporada 2020-21, con el Villarreal C. F. "B" de la Segunda División B de España, disputa 21 encuentros en los que anota un gol.
El 11 de junio de 2022, el Villarreal "B" lograría el ascenso a la Segunda División de España, tras vencer en la final de la eliminatoria por el ascenso al Club Gimnàstic de Tarragona por dos goles a cero en el Estadio de Balaídos. Durante la temporada 2021-22, participaría en 29 partidos de liga en los que anota un gol.
Tras su etapa en la cantera del Villarreal C. F., el Unionistas de Salamanca Club de Fútbol anuncia su incorporación al club el 28 de febrero de 2023.

## Internacional
El 18 de abril de 2018, debuta con la Selección de fútbol sub-20 de Corea del Sur en un encuentro amistoso frente a Marruecos en el Suwon World Cup Stadium.

## Clubes
| Club                          | País   | Año       |
| ----------------------------- | ------ | --------- |
| Villarreal C. F. "C"          | España | 2018-2020 |
| Villarreal C. F. "B"          | España | 2020-2022 |
| Unionistas de Salamanca C. F. | España | 2023      |

|-